# Noordpool-1

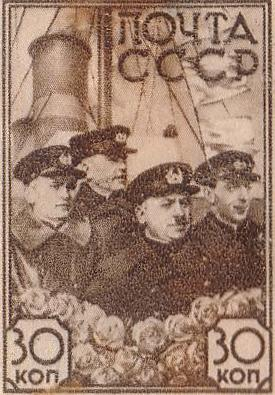
Postzegel uit de Sovjet-Unie met de vier mannen van Noordpool-1

Noordpool-1 (Russisch: Северный полюс-1; Severny poljoes-1), afgekort NP-1 (СП-1; SP-1) of kortweg NP, was het eerste drijvende poolstation ter wereld. Het werd opgezet op 6 juni 1937 op ongeveer 20 kilometer van de noordpool onder leiding van de Sovjet-Russische poolonderzoeker Ivan Papanin. Samen met geodeet Jevgeni Fjodorov, radiotelegrafist Ernst Krenkel en hydroloog Pjotr Sjirsjov verbleef hij gedurende negen maanden (274 dagen) op het poolstation, dat in die tijd ongeveer 2850 kilometer naar het zuiden dreef door de Groenlandzee, alvorens de vier mannen op 19 februari 1938 vlak voor de kust van Groenland werden opgepikt door de ijsbrekers Tajmyr en Moerman.
NP-1 was de eerste van een reeks drijvende poolstations, die met tussenpozen tot op heden voortduurt. Zo vond Noordpool-35 plaats in het seizoen 2007/2008.

## Voorbereidingen
Op 13 februari 1936 vond in het Kremlin een conferentie plaats over het regelen van transportvluchten, tijdens welke Schmidt een plan presenteerde voor een luchtexpeditie naar de noordpool en de bouw van een basis in de buurt daarvan. Op basis van dit plan namen Stalin en Vorosjilov het besluit om het Hoofdbestuur Noordelijke Zeeroute (Glavsermorpoeti) de opdracht te geven om in 1937 een expeditie te organiseren naar de regio rond de noordpool om er vliegtuigen met uitrusting voor een wetenschappelijk onderzoekstation af te leveren, alsook de overwinteraars zelf er af te zetten. Schmidt kreeg de verantwoordelijkheid over de expeditie.
Eerst moest een geschikte plek worden gevonden voor de aanleg van een vliegveld en een tijdelijke uitvalsbasis op Rudolfeiland (archipel Frans Jozefland), waarvoor in de lente van 1936 de piloten Vodpjanov en Machotkin werden uitgestuurd. In augustus werd de ijsbreker Vladimir Roesanov onder leiding van Papanin ernaartoe gestuurd om er uitrusting af te leveren voor het toekomstige poolstation en het vliegveld. Papanin liet 24 mensen achter op de uitvalsbasis en keerde zelf vervolgens terug naar Moskou.
De tenten voor het kamp werden gemaakt door de Moskouse fabriek Kaoetsjoek. De raamwerken werden gemaakt van makkelijk op te zetten aluminium pijpen, het tentdoek van canvas en ertussen werden twee lagen alkendons geplaatst. De vloer was van opblaasbaar rubber. Aan de tenten werd een voortent als tochtportaal verbonden.
Het Centraal Radiolaboratorium in Leningrad ontwikkelde twee radiozendstations; een krachtige van 80 watt en een noodzendstation van 20 watt. De apparaten werkten op twee sets alkalinebatterijen, die konden worden opgeladen door een kleine windmolen of via de dynamo van een lichte benzinemotor. Op alle uitrusting, van de antenne tot de kleinste reserveonderdelen, zag Krenkel persoonlijk toe. Radiotelegrafist Nikolaj Stromilov had de leiding erover. Op basis van speciale tekeningen bouwde de Karakozovfabriek in Leningrad een tweetal sledes van essenhout, die elk 20 kilo wogen. Het Instituut van Ingenieurs voor de Voedselvoorziening regelde eten voor een periode van anderhalf jaar, wat in totaal ongeveer 500 ton woog. Er werd geen dokter meegestuurd; dit werd in handen gelegd van Sjirsjov.
Op 13 februari 1937 hield Schmidt een verklaring voor het Kremlin (Stalin, Molotov, Kaganovitsj, Vorosjilov, Ordzjonikidze, Mikojan en Jezjov) over de voortgang van de expeditie en over de selectie van de deelnemers. Zij gingen daarop akkoord met zijn eigen deelname aan de expeditie.
Het luchteskader bestond uit 4 viermotorige verkenningsvliegtuigen (omgebouwde TB-3's; type ANT-6-4M-34R "Aviaarktika") en 1 tweemotorige. Plaatsvervangend hoofd van de expeditie (tevens plaatsvervangend hoofd van Glavsermorpoeti) was Mark Sjevelev, vliegcommandant en vlootleider was Michail Vodopjanov en vlagstuurman (флагштурман) van de expeditie was brigadecommandant Ivan Spirin. Het tweede vliegtuig stond onder leiding van brigadecommandant Vasili Mokolov, het derde onder leiding van Anatoli Aleksejev en het vierde onder leiding van Ilja Mazoeroek. Het tweemotorige verkenningsvliegtuig stond onder leiding van Pavel Golovin. Allen werden later uitgeroepen tot Held van de Sovjet-Unie.
Als meteoroloog ging Dzerdzejevski mee, als cameraman Mark Trojanovski en als speciaal correspondent van de Izvestia E. Vilenski, die tevens als kok fungeerde voor het team van Aleksejev.

## Naar de noordpool
Op 22 maart 1937 vertrokken de vliegtuigen uit Moskou om na vijf uur aan te komen op een vliegveld op 27 kilometer van Archangelsk, waar het landingsgestel werd vervangen door ski's. Op 30 maart vlogen de vliegtuigen verder naar Narjan-Mar, waar ze landden op de bevroren rivier Petsjora. Volgens de plannen zou het gezelschap op 12 april in een ruk doorvliegen naar Frans Jozefland, maar het vliegveld bleek te vochtig om de volgeladen vliegtuigen de lucht in te krijgen. Er werd daarom brandstof afgeworpen en de vliegtuigen maakten vervolgens een tussenstop bij het zomerstation aan de Matotsjkin Sjar op Nova Zembla, vanwaaruit ze doorvlogen naar Rudolfeiland, waar ze ten slotte aankwamen op 19 april.
Op 4 mei vloog het toestel van Golovin naar de pool met aan boord stuurman Volkov, technici Kekoesjev en Terentjev en radiotelegrafist Stromilov. Door laaghangende bewolking boven de pool was het toestel echter genoodzaakt terug te keren naar Rudolfeiland. Schmidt werd geconsulteerd en vloog daarop naar Rudolfeiland, waarna besloten werd om eerst een viermotorig vliegtuig met de vlagstuurman naar de pool te sturen, die een landingsbaken mee zou voeren om de rest van de vliegtuigen vervolgens duidelijk te maken waar ze moesten landen. 
Op de 21e mei steeg de TB-3 van Vodopjanov op naar de noordpool met aan boord naast hem Schmidt, Baboesjkin, Spirin, Bassejn, Morozov, Petenin, Ivanov, Papanin, Krenkel, Sjirsjov, Fedorov en Trojanski. Gedurende de vlucht werd continu radiocontact onderhouden met de achterblijvers op Rudolfeiland, waarbij onder andere informatie over het weer en de ijsbedekking werd doorgegeven. Tijdens de vlucht vond echter ook een noodsituatie plaats: In het bovendeel van de radiator van de derde motor ontstond een lek in de flens, waaruit koelvloeistof (antivries) ontsnapte. Morozov en Petenin waren daarop tijdens de vlucht gedwongen om de vleugelbekleding los te snijden, een doek aan te leggen die de vloeistof absorbeerde, deze uit te wringen in een emmer en van daaruit met een pomp terug in de motortank, dit alles met naakte handen vanuit het raam bij een temperatuur van −20°C en harde wind. Na zes uur vliegen werd de pool bereikt rond 10:50 's morgens. Om 11:12 werd de verbinding plotseling verbroken. Als leider van de expeditie werd nu Molokov aangesteld en als hoofdvlieger de Est A. Ritsland.
Op 25 mei stegen de andere vliegtuigen op voor hun tocht naar de pool. Mokolov bereikte deze als eerste en wist veilig te landen naast het toestel van Vodopjanov. De andere vliegtuigen wisten zijn toestel niet te vinden en landden nabij de pool, waarbij het toestel van Aleksejev op slechts 8 kilometer van de pool neerstreek. De toestellen wisten vrijwel meteen contact te leggen met Mokolov. Mazoeroeks verbinding was echter uitgevallen en pas twee dagen later werd er weer contact gelegd. Op de 27e wist Aleksejev op dezelfde ijsschots te landen als Vodopjanov. Op de 29e werd een zoektocht opgezet met het toestel van Mokolov naar de TB-3 van Mazoeroek, maar zonder resultaat. Bij terugkomst werd echter wel de radioverbinding met zijn toestel hersteld. Op 5 juni wist Mazoeroek met zijn toestel de rest te bereiken.
Aan het kamp werd ondertussen druk gewerkt. Op 28 mei was de woontent opgezet en in de dagen erop verrezen nog vijf tenten en werd tien ton vracht uitgeladen. Op de 30e werd vanuit Moskou een speciaal concert uitgezonden naar de poolonderzoekers ter ere van hun inspanningen. Een dag later wist Ivanov via Dikson een directe radioverbinding op te zetten met het hoofdkwartier van Glavsermorpoeti in Moskou en nog een dag later waren de tent en instrumenten voor zwaartekrachtmetingen opgezet. Schmidt ontwikkelde ondertussen meetmethoden voor het bepalen van de richting en de stroomsnelheid van het drijfijs. Op basis van de richting die het ijs had in de periode dat ze er reeds waren trok hij de conclusie dat de ijsstroom in de richting van de kust van Groenland zou gaan.
Op 3 juni gaf Schmidt opdracht om een ijsbreker te sturen met een rad (chassis) voor de expeditie. Op dezelfde dag werd de 89e breedtegraad gepasseerd. Een dag later had Sjirsjov een eigengemaakte lier gefabriceerd voor het uitvoeren van hydrologische metingen, daar het apparaat daarvoor zich in het vliegtuig van Mazoeroek bevond, die pas twee dagen later aankwam. Er werden meteen een 15-tal metingen naar de temperatuur op verschillende diepten uitgevoerd (op 300 meter: +0,62 °C; 500 meter: +0,42°C; 1000 meter: -0,17°C). Dezelfde dag wist Brontman in een hydrologische majna (ijsgat) een aantal strandvlooien te vangen. Met de komst van Mazoeroek een dag later waren er 45 mensen op het drijvende poolstation. 
Op 6 juni werden de vier mannen van het drijvende poolstation achtergelaten (samen met een hond) en vertrok de rest per vliegtuig terug naar het vasteland nadat ze tijdens een afscheidsceremonie de Internationale hadden gezongen en twee vlaggen hadden gehesen; een met het wapen van de Sovjet-Unie en een met het portret van Stalin. Na 9 uur vliegen waren alle toestellen behalve die van Aleksejev weer geland op Rudolfeiland. Aleksejev had echter onvoldoende brandstof en moest landen op het ijs, ongeveer 100 kilometer ten zuiden van het toestel van Kroeze, die nog bezig was met weeronderzoek. Op 8 juni vloog Golovin uit met extra brandstof en dezelfde dag keerden de drie toestellen terug op het eiland, waar de toestellen nog acht dagen verbleven, alvorens op de 16e terug te vliegen naar Amderma, waar lokale arbeiders vrachtwagens met sneeuw op de landingsbaan hadden gedumpt om deze voor de ski-landingsgestellen van een nieuwe laag sneeuw te voorzien, daar deze volledig was gesmolten door het warme weer. Op 19 juni werden de onderstellen aldaar vervangen door wielen, waarop de toestellen dezelfde dag terugvlogen naar Archangelsk, op dezelfde dag dat Valeri Tsjkalov met zijn ANT-25 over de noordpool vloog. Op de 25e vlogen de toestellen verder naar Moskou en landden op Chodynka (Tsentralny), waarop ze werden ontvangen door de regering en Schmidt en Vodopjanov toespraken hielden. Vervolgens werden de deelnemers in triomf door Moskou gereden naar het Groot Kremlinpaleis, waar ze feestelijk werden ontvangen in de Georgievzaal en waar een concert voor hen werd gegeven.

## Op drift
De vier mannen werden vervolgens gedurende 9 maanden achtergelaten op de ijsschots, die bij de start een omvang van 3200 bij 1600 meter en een dikte van 3 meter had. Het bestond uit een tent, een zendinstallatie en een weerstation. Papanin had ter plekke de leiding over de activiteiten, terwijl Schmidt de leiding had over de hele expeditie. Elke maand stuurden ze rapporten met het verrichte wetenschappelijke werk naar Moskou.
Op 21 mei 1937 lag de ijsschots volgens voorlopige metingen op 20 kilometer van de noordpool, hetgeen later werd vastgesteld op 89° 25′ NB, 78° 40′ WL  Bij het vertrek op 7 juni was de ijsschots reeds opgeschoven naar 88°54'NB 20°WL. In juli vormde het de 'Noordelijkste Partij- en Komsomolgroep van de Sovjet-Unie', hoewel slechts Papanin een vol lid van de partij was en Sjirsjov zelfs partijloos was.
In juli werd het weer zo warm dat overal waterplassen ontstonden. In dezelfde maand kwamen echter ook sneeuwstormen voor. Voor de eerste transportvlucht van Moskou naar Vancouver van Tsjkalov op 20 juni 1937 legde het expeditieteam een noodlandingsplaats aan. Op 2 september zette de winter in met een temperatuur van -12°C. Dit maakte het mogelijk voor de expeditiedeelnemers om een huis te bouwen van ijsblokken. Op 4 oktober zagen ze de zon voor de laatste maal dat jaar.
Midden oktober staken ze 85e breedtegraad over. De ijsschots dreef met een gemiddelde snelheid van 21 kilometer per dag langs de Groenlandse oostkust naar het zuiden. Ondanks de inzettende poolnacht nam de driftsnelheid van het ijsveld nog steeds toe. Begin januari ontstond steeds meer ijsdruk en kalfde de ijsschots voortdurend af. Op de 20e januari voelden de bewoners van de ijsschots een sterke schok: vanaf de woontent tot aan de rand van het ijs bedroeg de afstand nu nog slechts 300 meter. 
Na een zware sneeuwstorm op de 29e ontstond een eerste scheur in het ijs dwars door het kamp. Er volgden er spoedig meer en de expeditiedeelnemers waren gedwongen om zich regelmatig te verplaatsen, terwijl het ijsveld steeds verder verbrokkelde. Op 1 februari voelden de aanwezigen zich genoodzaakt een radiogram te sturen waarin ze meldden dat door een zes dagen durende storm de lengte van scheuren in het ijs bij het station in 8 morgens was opgelopen van een halve tot 5 kilometer en dat ze om die reden zich hadden teruggetrokken op een stuk van 200 bij 300 meter. Ze waren daarbij afgesneden van twee installaties en een opslag voor technische uitrusting. Het vormde volgens hen echter onvoldoende reden tot directe zorg, maar er moest wel iets worden ondernomen.

## De evacuatie
Eerst werd het stoomschip Moermanets uitgestuurd, gevolgd door ijsbreker Tajmyr, die op 3 februari vertrok uit Moermansk om de vier mannen op te halen. Tegelijkertijd had de bemanning van het luchtschip SSSR-V6 Osoaviachim (een van de grootste van de Sovjet-Unie), dat eigenlijk van Moskou naar Novosibirsk zou vliegen bewerkstelligd dat ze een testvlucht mochten maken van Moskou via Petrozavodsk naar Moermansk met een optie om, wanneer deze testvlucht goed zou verlopen, het luchtschip daarna eventueel door zou kunnen vliegen om de evacuatie uit te voeren. Op 5 februari vloog het luchtschip echter tegen een heuvel nabij Kandalaksja, waarbij 13 mensen omkwamen. Op 7 februari werd ook de ijsbreker Moerman uitgestuurd naar de expeditieleden vanuit Moermansk. Nog nooit hadden ijsbrekers zich in dit jaargetijde zo noordelijk begeven in de IJszee. De ijsschots was inmiddels zo ver naar het zuiden afgedreven, dat zelfs de zon weer opkwam en was niet groot genoeg meer om de 70 meter lange antenne nog langer op te kunnen zetten. Op 12 februari kregen de vier mannen de Tajmyr in het oog, maar pas een week later wist de ijsbreker het kamp op 70° 54′ NB, 19° 48′ WL  in zicht van de Groenlandse kust te bereiken. In 274 dagen had de Noordpool-1 ruim 2500 kilometer afgelegd (hemelsbreed 2050 kilometer) en op het moment van de evacuatie was de ijsschots nog slechts 30 meter breed. Expeditieleider Ivan Papanin was in die tijd afgevallen van 90 tot 60 kilogram. Vanaf de Tajmyr werden de expeditieleden overgebracht op de ijsbreker Jermak, die hen op 15 maart afzette in Leningrad.

## Activiteiten
Tot de activiteiten van de expeditieleden behoorden de eerste dieptemetingen in de noordelijke Noordelijke IJszee. Op 6 juni werd een diepte van 4290 meter gepeild en werden bodemmonsters van de zeebodem genomen. Op 17 juli was de diepte opgelopen tot 4395 meter en op 13 september teruggelopen tot 3767 meter; men had een onderzeese rug ontdekt. Door de ontdekkingen van de Noordpool-1 kon voor het eerst een volledig diepteprofiel van de Noordelijke IJszee (van de pool tot de Atlantische Oceaan) worden opgesteld, die de vorm had van een diepe depressie.
De beweging van de ijsschots zelf gaf een beeld van de oppervlaktestroming. Deze versnelde bij de overgang naar de Atlantische Oceaan. Op slechts 100 meter diepte ontdekte Sjirsjov een tegengestelde stroming in de richting van de pool liep. Op twee plaatsen werd tijdens de drift ook de zwaartekracht gemeten, waarmee informatie over de geologische dieptestructuur kon worden verkregen. Ook werden waarden gemeten voor de magnetische declinatie waarmee het kompas in deze regionen kan worden gebruikt voor de navigatie. De meteorologen waren er tot dan toe van overtuigd geweest dat de noordpool altijd bedekt was met een kap van koude lucht, maar op de ijsschots bleek het soms warmer dan in Moskou.
Op 3 juni 1937 werd voor het eerst een alk waargenomen, wat de tot dan toe heersende theorie van Fridtjof Nansen weerlegde als zouden in het gebied van de Noordelijke IJszee geen dieren voorkomen. Later zagen de expeditieleden ook sneeuwgorzen, noordse stormvogels en een baardrob. Op 1 augustus dook een ijsberin met twee jongen op en moest met schoten worden verjaagd.
De resultaten van de wetenschappelijke activiteiten werden op 6 maart 1938 (dus nog voor de aankomst van de vier mannen) gepresenteerd aan de Sovjet-academie van Wetenschappen en werden sterk gewaardeerd door medewetenschappers. Papanin en Krenkel kregen de titel van doctor voor hun onderzoeken. Van de Sovjetregering kregen alle vier de onderscheiding 'Held van de Sovjet-Unie'.
De Tweede Wereldoorlog verhinderde vervolgens een aantal jaren dat er verdere expedities naar het gebied werden ondernomen. Pas in april 1950 nam de Sovjet-Unie een nieuw drijvend poolstation, Noordpool-2, in gebruik. Tussen 1937 en 1991 voerde de Sovjet-Unie 31 expedities met drijvende poolstations uit. Na 1991 ging Rusland er verder mee (zie bijvoorbeeld Noordpool-35).